# Бакинское пехотное училище имени Серго Орджоникидзе

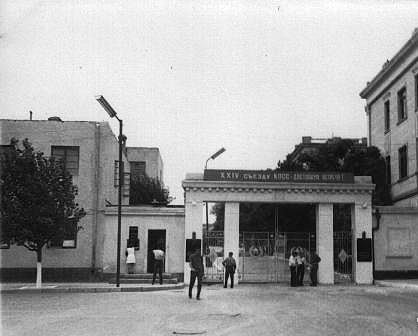
КПП училища

Бакинское пехотное училище имени Серго Орджоникидзе (БПУ) — одно из старейших военно-учебных заведений СССР. В разные годы готовило специалистов различных воинских специальностей.

## История учебного заведения

### Создание Бакинских командирских курсов
Училище начинает свою историю в ноябре 1917 года от Бакинских командирских курсов. В июне 1920 года курсы были преобразованы в Первое сборное красное комсоставовское училище.

### 1-я Азербайджанская военная школа второй ступени
Но уже 15 декабря 1921 года состоялось официальное открытие Первой Азербайджанской военной школы второй ступени, в которую было набрано 137 воспитанников. Первым начальником школы был Гаджибеклинский, комиссаром — Мехтиев.

### 1-й красный кадетский корпус
1 апреля 1922 года Школа была переименована в 1-й Красный кадетский корпус, а уже 14 сентября 1922 года — в 1-ю Азербайджанскую пролетарскую военную школу.

### Закавказская военно-подготовительная школа РККА

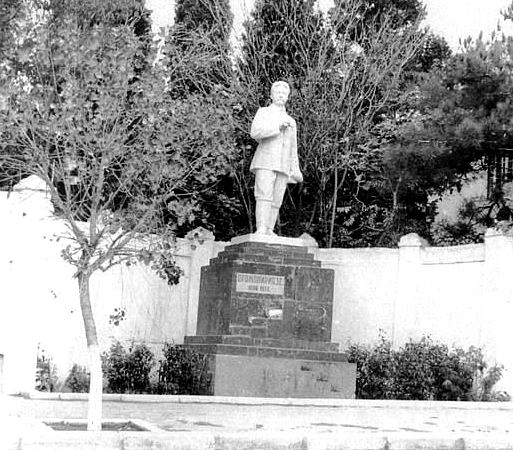
Памятник Серго Орджоникидзе у здания училища

С 31 августа 1923 года школа стала называться Закавказской пролетарской военной школой, а с 1 октября 1924 года — Закавказской военно-подготовительной школой РККА.
Закавказская военно-подготовительная школа РККА была прообразом суворовских военных училищ, готовила из молодёжи закавказских национальностей кандидатов в военные школы. Начальником школы был X. Кенгерлинский.
8 февраля 1926 года Закавказской военно-подготовительной школе было присвоено имя Серго Орджоникидзе.
Первый выпуск воспитанников школы состоялся 6 августа 1926 года. Многие из первых питомцев Закавказской военно-подготовительной школы стали генералами и офицерами Советской Армии, прошли славный боевой путь.

### Бакинская пехотная школа комсостава РККА им. Серго Орджоникидзе
С 1 ноября 1930 года Закавказская военно-подготовительная школа была реорганизована в Бакинскую пехотную школу комсостава РККА им. Серго Орджоникидзе.
Первым набором было принято 440 курсантов. С мая 1931 года школа стала выходить на летний период обучения в лагерь. Курсанты своими руками создали в лагере учебные классы, столовую, клуб, спортивные городки и площадки, оборудовали современное для тех лет стрельбище.
Весной 1932 года состоялся второй досрочный выпуск молодых командиров, а из войсковых частей прибыло новое пополнение курсантов из числа младших командиров. Из них был сформирован курс с сокращённым сроком обучения.
В 1932 году за упорную, напряжённую работу и высокие показатели в подготовке курсантов правительство СССР наградило Бакинскую пехотную школу комсостава РККА имени Орджоникидзе Красным знаменем — символом чести, доблести и геройства, постоянной готовности её личного состава, как боевой единицы РККА, с оружием в руках выступить на защиту завоеваний Великого Октября. Вместе с Красным знаменем была вручена Почётная грамота ЦИК СССР. А вскоре коллектив получил Красное знамя и от ЦИК Азербайджанской ССР.
К новому 1933 учебному году школа передислоцирована в специально выстроенный для неё военный городок.
1 ноября 1933 года состоялся очередной четвёртый выпуск молодых командиров Рабоче-крестьянской Красной Армии, прошедших трёхлетний курс обучения. 7 ноября 1934 года состоялся шестой выпуск молодых командиров. Зимний период 1934—1935 учебного года завершился очередным выпуском молодых командиров РККА. Этот седьмой по счету выпуск был не совсем обычен — впервые школа выпустила командиров-артиллеристов.

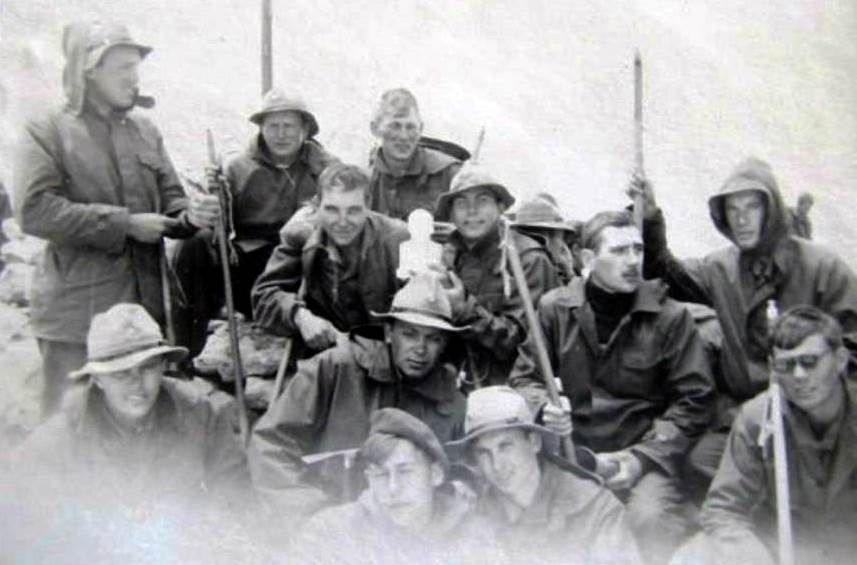
На вершине курсанты бакинского училища

Летний период обучения 1934—1935 годов был завершён восхождением сводной роты курсантов на вершину Шах-Даг высотой 4250 м над уровнем моря. Рота выступила в поход 24 сентября под руководством командира батальона капитана Г. Тавадзе и парторга М. Т. Иванова. Поход продолжался двое суток. 26 сентября рота достигла вершины Шах-Даг и под пение «Интернационала» водрузила на ней красный флаг. Официальные материалы о восхождении на Шах-Даг с описанием маршрута и фотографиями были направлены командованием в штаб округа.
7 ноября 1935 года состоялся очередной выпуск молодых командиров. На этот раз выпускались курсанты по специальности «пехотинец» и всем им впервые было присвоено приказом наркома обороны только что введённое в РККА воинское звание «лейтенант».
7 ноября 1936 года школа торжественно отмечала своё пятнадцатилетие и девятый выпуск молодых лейтенантов.

### Бакинское пехотное училище им. Серго Орджоникидзе
8 апреля 1937 года Бакинская пехотная школа комсостава РККА им. Орджоникидзе реорганизована в Бакинское пехотное училище им. Серго Орджоникидзе на основании приказа Наркомата обороны СССР.
В мае 1938 года состоялся первый выпуск Бакинского пехотного училища. К началу 1939 года Бакинское пехотное училище перешло на новый штат. Вместо одного стало два курсантских батальона и, кроме того, при училище были созданы курсы командного состава запаса. В течение 1939—1940 гг. училище ещё дважды увеличивало свой штат: в 1939 году — до трёх батальонного состава, а в 1940 г. был развёрнут и четвёртый батальон. Начались ускоренные выпуски молодых командиров. Об интенсивности подготовки офицерских кадров в то же время можно судить, например, по тому, что только по ускоренному выпуску в течение четырёх месяцев из его стен вышло и убыло в войска свыше 500 лейтенантов-командиров взводов.
Новый закон о всеобщей воинской обязанности, принятый 1 сентября 1939 г., завершил переход от смешанного территориально-кадрового принципа к исключительно кадровой системе комплектования и организации войск. Тот, в частности, факт, что закон снижал призывной возраст с 21 до 19, а для окончивших среднюю школу до 18 лет, создал исключительно благоприятные условия для массового пополнения училища. В 1941 году в училище прибыла большая группа студентов Кировабадского сельскохозяйственного института, которая по окончании курса обучения была направлена на фронт.
В июне 1941 года из курсантов выпускного курса была сформирована сборная рота, выпускникам были присвоены офицерские звания, и они были направлены на Эльбрус для прохождения альпийских сборов.
23 июня 1941 года приказом Наркома Обороны училище перешло на сокращённую шестимесячную программу обучения. Для курсантов установлен 12-часовой рабочий день — 8 часов учебных занятий и 4 часа самоподготовки. Приказом Народного Комиссара Обороны от 7 июля 1941 года на базе училища создаётся 2-е Бакинское военно-пехотное училище и 3-е Бакинское военно-пехотное училище.
В июле 1942 года училище выпустило новый отряд молодых лейтенантов и младших лейтенантов, более половины из которых были направлены на Южный фронт, а остальные — в Северную группу войск Закавказского фронта.
В августе 1942 года состоялся последний выпуск командиров взводов Бакинского пехотного училища им. С. Орджоникидзе. Все они были направлены в войска Закавказского фронта.
По результатам проверки пехотных и пулемётно-миномётных училищ приказом зам. наркома обороны СССР от 10 августа 1942 года начальнику 1-го Бакинского пехотного училища им. Серго Орджоникидзе комбригу Коновалову и военному комиссару батальонному комиссару Силаеву была объявлена благодарность за хорошие результаты в боевой и политической подготовке курсантов.

### Боевой путь Бакинского пехотного училища им. Серго Орджоникидзе
В Действующей армии с 16.09.1942 по 16.05.1943 года.
Все три Бакинских пехотных училищ директивой Ставки Верховного Главнокомандующего в сентябре 1942 года были расформированы. К 16 сентября личным составом расформированных училищ были укомплектованы 164-я 165-я стрелковые бригады численностью по пять тысяч человек. Постоянный командный состав Бакинского пехотного училища им. Серго Орджоникидзе частично влился в эти бригады, а частично поступил в распоряжение отдела кадров ЗакВО. Начальник училища комбриг Коновалов А. И., имеющий хромоту после ранения, на фронт с училищем не убыл, а был назначен начальником Краснодарского пулемётно-миномётного училища 2-го формирования, впоследствии переименованного в Кировабадское пехотное училище (расформировано в 1946 году).
Формирование 164-й стрелковой бригады было возложено на начальника 1-го Бакинского пехотного училища, а формирование 165-й стрелковой бригады — на начальника 3-го Бакинского пехотного училища. 25 сентября 1942 года курсантские бригады убыли в действующую армию: 164-я отдельная стрелковая бригада (осбр) — в Северную группу, а 165-я — в Черноморскую группу войск Закавказского фронта.
Большая часть курсантов 1-го Бакинского пехотного училища имени Орджоникидзе вошла в 164-ю отдельную стрелковую бригаду, которая уже в октябре 1942 г. вступила в бой с немецко-фашистскими захватчиками в составе 10-го стрелкового корпуса Северной группы войск Закавказского фронта. Принимала участие в Нальчикской оборонительной операции.
Командованием Закавказского фронта в районе прорыва был подтянут 10-й стрелковый корпус. В корпус в начале октября 1942 года были объединены под общим командованием 59-я и 164-я стрелковые бригады и 275-я стрелковая дивизия.
К 27 октября 1942 года корпус должен был занять оборону по восточному берегу реки Урух, от реки Терек до селения Чикола, прикрывая направление на Орджоникидзе. 164-я бригада, прибыв эшелонами из Баку на станцию Беслан, сначала была направлена в район Малгобека, а затем получила приказ о выдвижении в район Эльхотово, потом Чикола, для занятия обороны на левом фланге 10-го стрелкового корпуса.
Переброска 164-й осбр с Эльхотовских высот в район селения Чикола была связана с прорывом нашей обороны фашистскими войсками со стороны Нальчика. Чрезвычайно сложная и тяжёлая обстановка вынудила командование корпуса бросать в бой курсантские батальоны 164-й бригады поодиночке, по мере их подхода из района Малгобека, не дожидаясь сосредоточения всей бригады. Завязались тяжёлые оборонительные бои курсантских батальонов в районе селения Чикола. Питомцы Бакинского пехотного училища имени Орджоникидзе сражались с врагом стойко и мужественно, до последней капли крови отстаивая каждую пядь земли.
В этих боях большую отвагу проявил курсант младший сержант А. М. Носов. 20-летний доброволец из Кюрдамира лично уничтожил 2 танка и 6 солдат противника. За подвиги, совершённые в боях, ему было присвоено звание Герой Советского Союза посмертно.
И все же после длительных упорных боёв немецко-фашистским войскам, имевшим большое превосходство в силах, особенно в танках, удалось прорвать нашу оборону на участке соседнего соединения и 164-я стрелковая бригада, не оставившая своих позиций, оказалась во вражеском окружении. Но и тут не дрогнули и не пали духом питомцы училища. После многодневных тяжелейших боёв трём батальонам бригады удалось прорвать окружение и соединиться со своими войсками. Это были батальоны, которыми командовали старшие лейтенанты Брюханов, Квитко и Кузенко.
Преподаватель военно-инженерного дела училища Б. Г. Котиев, командовавший отдельным истребительным противотанковым артиллерийским дивизионом 164-й осбр, так писал об этих боях:

«Четверо суток бригада успешно отбивала яростные атаки численно превосходящего врага. По 16 — 18 танковых атак отражали в течение дня. В воздухе было абсолютное превосходство авиации врага. Около 50 танков, 150 самолётов штурмовали наши позиции. Только 30 октября 1942 г. мой дивизион уничтожил 36 танков. На нашем участке врагу не удалось прорваться, но он нашел брешь на правом фланге другой бригады, где и прорвался в направлении города Орджоникидзе. По приказу командования корпуса мы отошли к городу Алагиру и прикрыли Военно-Осетинскую дорогу и район, прилегающий к ней. Обороняла этот участок 164-я бригада совместно со множеством примкнувших к нам подразделений различных частей. Командиром бригады вместо выбывшего полковника И. О. Виноградова был назначен я. Поэтому подробности боев мне очень памятны. В дальнейшем подошла к линии фронта 351-я стрелковая дивизия генерала В. Ф. Сергацкова и 724-й штурмовой полк под командованием майора П. Колодия — выпускника Бакинского пехотного училища имени Орджоникидзе 1932 года…».— http://kombat-bvoku.com/index/boevoj_put_bpu_im_ordzhonikidze/0-343
Курсантские батальоны, вышедшие из окружения, были направлены на доукомплектование частей 351-й стрелковой дивизии. В составе этой дивизии они продолжали вести упорные бои с немецкими егерскими полками на Мамисонском перевале Главного Кавказского хребта, а позднее — на Кубани.
После расформирования Бакинского пехотного училища им. Серго Орджоникидзе в октябре 1942 года, оно больше не было восстановлено, история его завершилась.

К 25 октября 1942 года на базу 1-го Бакинского пехотного училища имени Серго Орджоникидзе, убывшего на Закавказский фронт 16.09.1942 года в составе 164-й и 165-й отдельных стрелковых бригад прибыло Грозненское пехотное училище 2-го формирования, которое в марте 1945 года переименовано в Бакинское пехотное училище по месту дислокации.
, которое в 1991 году после распада СССР было расформировано.

Указом Президента Азербайджана в мае 1992 года образовано военное училище для подготовки военных кадров Азербайджана на учебной базе Бакинского ВОКУ и казарменном фонде Каспийского высшего военно-морского училища имени С. М. Кирова
.

## Начальники училища
Начальниками Бакинского пехотного училища им. Серго Орджоникидзе были:
- с января 1937 по июль 1938 гг. Запорожченко, Михаил Иванович, комбриг, впоследствии генерал-лейтенант;
- с июля 1939 по август 1941 гг. Ягунов, Павел Максимович, полковник (погиб во время обороны Центральных Аджимушкайских каменоломен в 1942 году),
- Орбет, Оскар Карлович авг. 1941 - нач. учебной части (ВРИО)
- с 1941 по 1942 гг. Коновалов, Андрей Иванович, комбриг, впоследствии генерал-майор, начальник Кировабадского пехотного училища

Известны следующие фамилии офицеров БПУ им. Серго Орджоникидзе:
Орбет, Оскар Карлович - нач. уч. части, руководитель тактики, 
военный комиссар батальонный комиссар Силаев (1942 года), преподаватель тактики с сентября 1938 г. подполковник Г. Н. Преображенский, затем командир 1-го батальона курсантов, преподаватель тактики — подполковник Вольвач И. М., преподаватель военно-инженерного дела училища — Б. Г. Котиев, преподаватель Василян А. А., командир роты — Размадзе И. О., командир курсантской роты — ст. лейтенант Г. А. Микаелян, командир взвода курсантов — С. С. Левин, офицеры и преподаватели: К. Д. Леонтьев, П. И. Колодий, Э. Рамазанов, М. Т. Иванов, Ф. Г. Фрезе, В. С. Кудуков.

## Известные выпускники и преподаватели
Выпускники Закавказской военно-подготовительной школы, Бакинской пехотной школы комсостава РККА им. Серго Орджоникидзе, Бакинского пехотного училища им. Серго Орджоникидзе, прославили своё училище в годы Великой Отечественной войны, среди них 31 Герой Советского Союза, 10 генералов.

### Герои Советского Союза
Герои Советского Союза — выпускники Закавказской военно-подготовительной школы:
1. Гвардии генерал-майор Асланов, Ази Ахад оглы — дважды Герой Советского Союза (посмертно), выпускник 1929 года.
2. Полковник Левин, Семён Самуилович, выпускник 1923 года.
3. Полковник Везиров, Аслан Фархад оглы, выпускник 1928 года.
4. Полковник Свиридов, Александр Андреевич, выпускник 1930 года.

Герои Советского Союза — выпускники Бакинской пехотной школы РККА им. Орджоникидзе:
1. Подполковник Нагирняк, Дмитрий Васильевич, выпускник 1931 года.
2. Полковник Степанян, Нельсон Георгиевич, выпускник 1932 года, дважды Герой Советского Союза (посмертно), легендарный лётчик-штурмовик.
3. Капитан Хаджиев, Константин Ильич, выпускник 1932 года.
4. Генерал-майор Рахимов, Сабир Умарович, (посмертно), выпускник 1933 года.
5. Полковник Диасамидзе, Михаил Степанович, выпускник 1933 года.
6. Майор Котанов, Фёдор Евгеньевич, выпускник 1933 года.
7. Капитан Казарян, Амаяк Левонович, (посмертно), выпускник 1933 года.
8. Майор Ватагин, Алексей Михайлович, выпускник 1934 года.
9. Майор Каспаров, Ашот Джумшудович, выпускник 1934 года.
10. Гвардии подполковник Штанев, Яков Иванович, выпускник 1936 года, лётчик

Герои Советского Союза — выпускники Бакинского пехотного училища им. Серго Орджоникидзе:
1. Яковлев, Александр Адамович, выпускник 1938 года.
2. Старший лейтенант Тучин, Георгий Владимирович, выпускник 1939 года.
3. Гвардии майор Савенко, Аким Ануфриевич, (посмертно), выпускник 1939 года.
4. Капитан Науменко, Виктор Петрович, выпускник 1940 года.
5. Младший сержант Носов, Александр Михайлович, убывший на фронт в составе 164-й курсантской стрелковой бригады (посмертно).
6. Старший лейтенант Автандылян, Темик Аванесович, (посмертно), выпускник 1941 г.
7. Майор Мельник, Василий Максимович, выпускник 1941 года.
8. Капитан Буниятов, Зия Мусаевич, выпускник 1941 года.
9. Полковник Корчмарюк, Павел Сергеевич, выпускник 1941 года.
10. Капитан Шахнович, Моисей Давидович, выпускник 1941 года.
11. Капитан Боенко, Дмитрий Петрович, (посмертно), выпускник 1941 года.
12. Капитан Челядинов, Дмитрий Алексеевич, (посмертно), выпускник 1941 года.
13. Лейтенант Бахтин, Семён Алексеевич, выпускник 1941 года.
14. Старший лейтенант Тимофеев, Николай Павлович, выпускник 1942 года.
15. Капитан Оберемченко, Николай Васильевич, выпускник 1942 года.
16. Капитан Алиев, Шамсула Файзулла оглы, (посмертно), выпускник 1942 года.
17. Полковник Рыбников, Александр Ильич, выпускник 1942 года.

Герои Советского Союза — офицеры Бакинского пехотного училища им. Серго Орджоникидзе:
1. Подполковник Преображенский, Георгий Николаевич — преподаватель, командир батальона, впоследствии генерал-майор.
2. Старший лейтенант Микаелян, Гедеон Айрапетович — командир курсантской роты, впоследствии полковник.

- Старший лейтенант Левин, Семён Самуилович — выпускник и командир курсантского взвода, впоследствии полковник.

### Выпускники генералы
Генералы ВС СССР — выпускники Закавказской военно-подготовительной школы:
- Генерал-майор Зейналов, Гаджибаба Мамед оглы, выпускник 1926 года.
- Генерал-майор Гаспарян, Исаак Гаспарович, выпускник 1927 года.
- Генерал-майор Асланов, Ази Ахадович, выпускник 1929 года.
- Генерал-майор Мартиросян, Рафаэль Саакович, выпускник 1929 года.

Генералы ВС СССР — выпускники Бакинской пехотной школы РККА им. Орджоникидзе:
- Генерал-майор Рахимов Сабир Умар оглы, выпускник 1932 года.
- Генерал-майор Аббасов, Аким Алиевич, выпускник 1932 года.
- Генерал-майор Нуриев, Мустафа Курбанович, выпускник 1933 года.
- Генерал-майор Тамразов, Андрей Николаевич, выпускник 1933 года.
- Генерал-майор Шевелев, Александр Павлович, выпускник 1934 года.
- Генерал-лейтенант Иванов, Михаил Терентьевич, выпускник 1933 года

Генералы ВС СССР — выпускники Бакинского пехотного училища имени Серго Орджоникидзе:
- Генерал-майор Миансаров, Сергей Аркадьевич, выпускник 1940 года.
- Генерал-майор Науменко, Виктор Петрович, выпускник 1940 года.

Известные выпускники:
Славный путь прошли в годы войны офицеры постоянного командного состава училища. Так, например, подземные бои в Керченских каменоломнях (Аджи-Мушкай) вела весной и летом 1942 г. большая, свыше 10000 человек, группа солдат и матросов под командованием начальника отдела боевой подготовки Крымского фронта, полковника П. М. Ягунова — бывшего начальника 1-го Бакинского пехотного училища. Бойцы подземного гарнизона, воспитанные в Закавказском военном округе, предпочли погибнуть, но так и не сдались фашистам. Последнюю радиограмму передал в эфир лейтенант Ф. Ф. Казначеев.
Командир 1-го батальона курсантов подполковник Г. Н. Преображенский закончил войну в звании генерал-майора. Он — Герой Советского Союза, командовал гвардейской стрелковой дивизией, а с 1950 по 1953 гг. был начальником Бакинского пехотного училища, ведущего свою историю от Грозненского пехотного училища.
Командир курсантской роты старший лейтенант Г. А. Микаелян за личное мужество и героизм, проявленные при форсировании Днепра, удостоен звания Героя Советского Союза, закончил войну полковником, командиром полка.
Командир взвода курсантов С. С. Левин закончил войну полковником, Героем Советского Союза, Почётным гражданином города Шахты, который был освобождён от немецко-фашистских захватчиков дивизией под его командованием.
Мужественно сражались с врагом на фронтах Великой Отечественной войны офицеры К. Д. Леонтьев, П. И. Колодий, Б. Г. Котиев, Э. Рамазанов, М. Т. Иванов, Ф. Г. Фрезе, В. С. Кудуков и многие другие преподаватели Бакинского пехотного училища им. Орджоникидзе.
М. Т. Иванов, выпускник, затем преподаватель, начальник учебной части Бакинской пехотной школы закончил войну полковником. После война окончил Военную академию Генерального штаба. Службу закончил в звании генерал-лейтенанта, в должности начальник штаба Прибалтийского военного округа в 1972 году.
164-я отдельная стрелковая бригада (осбр) была сформирована 16.09.1942, расформирована 16.05.1943 гг.
Командиры бригады: … полковник И. О. Виноградов, подполковник Б. Г. Котиев.

## Память
- Музей истории училища в Азербайджанском высшем военном училище им. Гейдара Алиева в г. Баку.
- Виртуальный музей БВОКУ на сайте «Четвертый батальон БВОКУ».